# Pyttebron

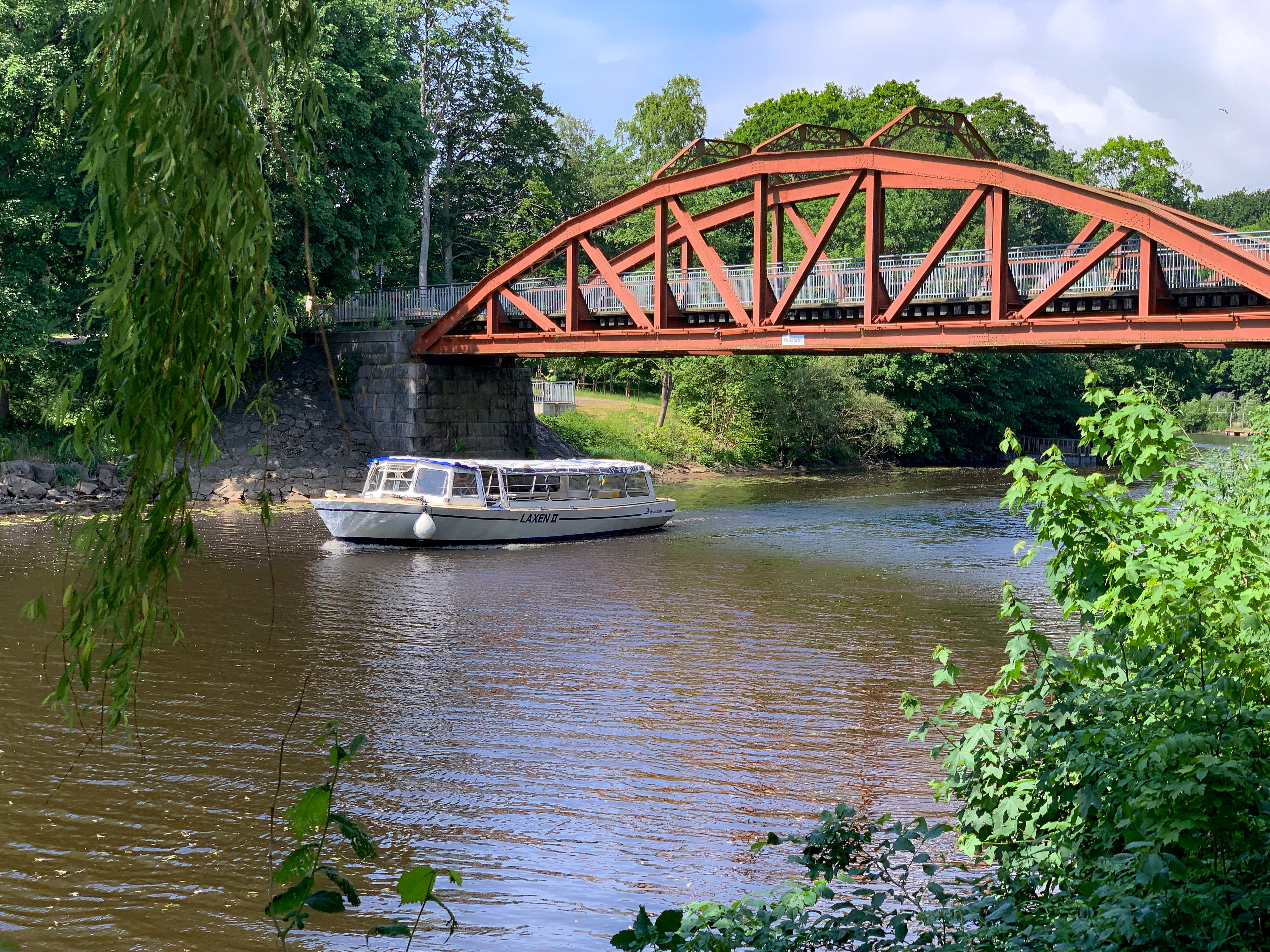
Turistbåten Laxen vid Pyttebron 2024.

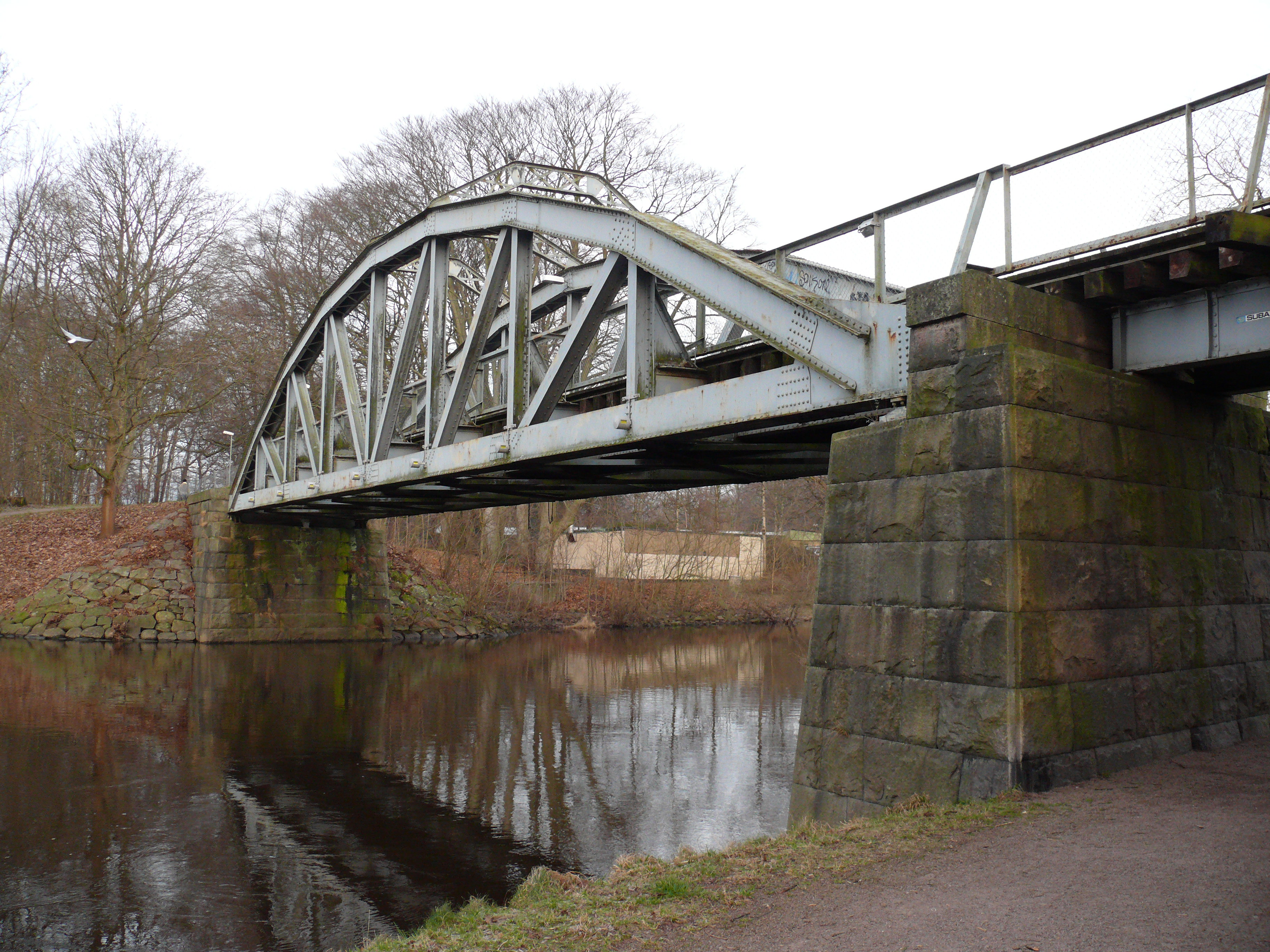
Pyttebron år 2008.

Pyttebron är en bro över Rönne å i Ängelholm. Den byggdes år 1904 som järnvägsbro för Ängelholm–Klippans Järnväg. Efter att järnvägen lades ned år 1953 används bron av gående och cyklister.
Pyttebron stod i centrum för den folkomröstning om en utbyggd trafikled som hölls i Ängelholm i november år 2011. Omröstningen handlade egentligen inte om bron i sig, men om trafikleden byggts skulle konsekvensen blivit att bron fick rivas eller flyttas. Efter politiska förändringar i kommunen efter valet 2014 var trafikleden inte längre aktuell, och bron finns därmed kvar. Försök har gjorts att få bron byggnadsminnesförklarad, något som Länsstyrelsen inte bifallit. Den 9 september 2020 kom beslutet att Pyttebron skulle rivas.
Bron har fått sitt namn genom ett smeknamn på järnvägen, Pyttebanan, vilket i sin tur anspelade på en händelse där höns ("pyttor") sprungit ut på banan. Bron var åtminstone från mitten av 1970-talet fram till 2016 målad i grå färg. Möjligen har den tidigare även varit grön. Hösten 2016 renoverades bron och målades då i en roströd färg.